# Жан I (граф Оверни)
Жан I (ум. 24 марта 1386) — граф Оверни и Булони. Сын Роберта VII и Марии Фландрской.
Родился ок. 1312 г. Впервые упоминается в 1326 году.
От родителей унаследовал графство Монфор. В 1361 г. после смерти Жанны I (своей племянницы) и её сына Филиппа I Руврского стал графом Оверни и Булони.
В 1328 году женился на Жанне де Клермон (ум. 27 июля 1383), дочери Жана де Бурбон, барона де Шароле. Дети:
- Жан II (ум. 28 сентября 1404)
- Жанна (ум. 1 октября 1373), с 1371 жена Беро II, дофина Оверни
- Мария (ум. 2 мая 1388), с 1375 жена Раймона Луи де Бофора, графа Бофора и виконта де Тюренн.

Не следует путать Жана I Оверньского с Жаном I Беррийским (1340-1416), который в 1404-1416 также был графом Булони и Оверни.